# Astapenko-Gletscher
Der Astapenko-Gletscher ist ein Gletscher in den Bowers Mountains im ostantarktischen Viktorialand, der von den nördlichen und nordwestlichen Hängen des Stanwix Peak in ostnordöstlicher Richtung zur Ob’ Bay fließt.
Kartografisch erfasst wurde er durch Vermessungsarbeiten des United States Geological Survey und mithilfe von Luftaufnahmen der United States Navy zwischen 1960 und 1962. Das Advisory Committee on Antarctic Names benannte ihn nach dem sowjetischen Meteorologen Pawel D. Astapenko, der im Zuge des Internationalen Geophysikalischen Jahres 1958 auf der Forschungsstation Little America V tätig war.